# Herrestads landsfiskalsdistrikt
Herrestads landsfiskalsdistrikt var 1918–1964 ett landsfiskalsdistrikt i Malmöhus län, bildat när Sveriges indelning i landsfiskalsdistrikt trädde i kraft den 1 januari 1918, enligt beslut den 7 september 1917. Den 1 januari 1965 avskaffades i Sverige samtliga landsfiskaler och landsfiskalsdistrikt, och deras arbetsuppgifter delades upp på de nyskapade indelningarna polisdistrikt, åklagardistrikt och kronofogdedistrikt.
Landsfiskalsdistriktet låg under länsstyrelsen i Malmöhus län.

## Ingående områden
När Sveriges nya indelning i landsfiskalsdistrikt trädde i kraft den 1 oktober 1941 (enligt kungörelsen den 28 juni 1941) tillfördes kommunerna Balkåkra, Sjörup, Skårby och Snårestad från det upplösta Rydsgårds landsfiskalsdistrikt. När Sveriges nya indelning i landsfiskalsdistrikt trädde i kraft den 1 januari 1952 (enligt kungörelsen 1 juni 1951) ändrades distriktets indelning dels genom kommunreformen 1952, dels genom överförande av områden till och från närliggande distrikt. Den 1 januari 1961 införlivades staden Ystad i utsökningshänseende.

### Från 1918
Herrestads härad:
- Baldringe landskommun
- Bjäresjö landskommun
- Borrie landskommun
- Bromma landskommun
- Hedeskoga landskommun
- Högestads landskommun
- Stora Herrestads landskommun
- Stora Köpinge landskommun
- Sövestads landskommun
- Öja landskommun, Skåne

### Från 1 oktober 1941
Herrestads härad:
- Baldringe landskommun
- Bjäresjö landskommun
- Borrie landskommun
- Bromma landskommun
- Hedeskoga landskommun
- Högestads landskommun
- Stora Herrestads landskommun
- Stora Köpinge landskommun
- Sövestads landskommun
- Öja landskommun, Skåne

Ljunits härad:
- Balkåkra landskommun
- Sjörups landskommun
- Skårby landskommun
- Snårestads landskommun

### Från 1 januari 1952
- Herrestads landskommun
- Ljunits landskommun
- Rydsgårds landskommun
- Vemmenhögs landskommun

### Från 1 januari 1961
- Herrestads landskommun
- Ljunits landskommun
- Rydsgårds landskommun
- Vemmenhögs landskommun
- Ystads stad (endast i utsökningshänseende; stadsfiskalstjänsten bibehölls "tills vidare")[5]